# Charles-François de Chateauneuf de Rochebonne
Pour les articles homonymes, voir Rochebonne.
Charles François de Chateauneuf de Rochebonne, né à Lyon le 6 janvier 1671 et mort dans la même ville en 1740, est un archevêque de la cité rhodanienne.

## Biographie

### Famille
Charles-François de Châteauneuf nait dans le Forez. Il est le fils de Charles marquis de Rochebonne et de Marie-Thérèse de Grignan et le frère de Louis Joseph de Chateauneuf de Rochebonne futur évêque de Carcassonne mais aussi le neveu de Jean-Baptiste Adhémar de Monteil de Grignan archevêque d'Arles et de Louis-Joseph Adhémar de Monteil de Grignan évêque de Carcassonne. 

### Carrière ecclésiastique
En 1686 il est tonsuré et en  1691 il devient chanoine-Comte du Chapitre de la Primatiale Saint-Jean de Lyon. Il part à Paris pour ses études et devient docteur en théologie au Collège de Navarre puis revient à Lyon au Séminaire Saint-Irénée. En 1697, il est ordonné prêtre ; puis nommé par le roi vicaire général du diocèse de Poitiers. En 1707, il devient évêque de Noyon. Pair de France en tant qu’évêque-comte de Noyon et il est consacré l'année suivante par Jean-Claude de La Poype de Vertrieu l'évêque de Poitiers. C'est une figure de prélat de cour, et le marquis de Saint-Simon l'évoque à plusieurs reprises. 
Député de la province ecclésiastique de Bordeaux à l'Assemblée du clergé de 1707, il est pourvu en commende de l'abbaye d'Élan dans le diocèse de Reims en 1710 et de l'abbaye de Saint-Riquier dans le diocèse d'Amiens. Il siège au Parlement en 1713.
On lui a souvent attribué des travaux de restauration et de décoration du château familial, le château de Rochebonne à Theizé (Rhône); mais ce château ayant été vendu en 1728, avant sa nomination à Lyon, c'est plutôt aux propriétaires ultérieurs qu'il convient de l'attribuer (sans doute Antoine Rique, secrétaire du Roi, ou son neveu Jean-Baptiste de Nervo).
Il est proche des jésuites: en 1728, il demeure à Paris au noviciat des jésuites, rue du Pot-de-Fer paroisse Saint-Sulpice.
En 1731, il est nommé archevêque de Lyon et confirmé le 19 novembre par bulles pontificales. Le 25 avril 1734 il célèbre le Grand jubilé de Lyon et en 1737, et sous son épiscopat, s'ouvre un établissement pour prêtres malades de son diocèse et la même année est édité un bréviaire pour le clergé lyonnais. Il meurt à Lyon.

## Bibliotheca Rocheboniana
C'est à Noyon qu'il se constitue une importante bibliothèque qui sera dispersée par vente après sa mort, mais dont le catalogue, dressé en 1738 par le libraire lyonnais Benoît Duplain, nous est parvenu sous le nom de Bibliotheca Rocheboniana.

## Pour en savoir plus

### Sources
Les archives de la famille de Châteauneuf de Rochebonne sont conservées aux Archives départementales du Rhône. 